# 大唐威龍
大唐威龍，是香港漫畫《天子傳奇》系列的第四部作品，講述的故事是唐太宗李世民如何成為天子的故事。大唐威龍是黃玉郎作品當中，評價相當高的一部、甚至於有人認為是最好的一部。
故事以奇情開場，描述李世民其實是雙胞胎，大孖命格富貴，但是短命。細孖雖然只晚一刻鐘出生，但有帝王之相。於是極樂正宗的宗主摩訶葉，便將命帶帝王相的細孖擄走，秘密訓練李世民武功六神訣，準備扶持李世民登上皇位，自己高居太上皇。
李世民受命將孿生大哥殺死（應了短命的命數）後，混入李家開始江湖歷練。此時唯一目擊殺人頂替過程的正一道道士李淳風，則被摩訶葉下了格殺令四處遁逃。故事遂採雙線並行。到了楊玄感覺醒霸王轉世宿命後，又轉為三位主角的三分線。